# 沢木まりえ
沢木 まりえ（さわき まりえ、1970年2月1日 - ）は、日本の元AV女優。

## 略歴
東京都杉並区出身。1989年、雑誌でヌード写真を披露後、AVデビュー。主演作10作、イメージビデオ1本、Vシネマ作品などに出演後、AV引退、ヌード封印で主にVシネマで活動。親公認のAV女優として知られる。

## 経歴
東京都杉並区生まれ。父親は地方の温泉旅館支配人で、当初は母・姉と3人で暮らしていた。その後鬼怒川に転居。中2の時父親が病に倒れ、姉は看護学校に通っていたため親戚の家を転々とする。学生時代は陸上部の選手で、すらりとした足の形で知られる。AV現役時代はゴルフも行った。高校卒業後、劇団研究生として演劇を学ぶかたわら、昼は喫茶店と歯科医助手、夜はコンビニエンスストアで働く。韓国、台湾、カナダ、ヨーロッパなどを一人旅。英語も堪能。

## 人物
- 趣味:カラオケ、ゴルフ　[2]
- 特技:バスケットボール　[3]
- 好みの男性は「歯並びがきれいで、笑顔がさわやかな人」[4]
- 業界入りのきっかけはいろいろな説があるが、友人の紹介で芸能プロに行った際に、社長（元AV女優）のヌード写真を見て、その美しさに衝撃を受け、業界入りを決意したとされている[5]。
- 「親公認」のAV女優で、現役時に父親が大手術をし、その費用をAV出演のおかげで出せたことでAVに感謝しているとのこと[5]。

## 出演作品

### アダルトビデオ
- 君のひとみに乾杯（1990年2月21日、アリスJAPAN）※AVデビュー作
- この胸にもう一度（1990年5月1日、アリスJAPAN）
- シークレットゾーン（1990年7月5日、アリスJAPAN）
- 絶叫！狂い妻（1990年8月25日、ステラ）
- 看護婦の生下着 沢木まりえ・青山ちはる（1990年9月1日、サクセス・ビデオ・コミュニティー）
- いけない制服（1990年9月20日、Five Star FV-8825）
- 逆ソープ天国8（1990年10月5日、アリスJAPAN）
- ランジェリーの秘密（1990年11月9日、VIP）
- フラッシュバック30（1990年12月21日、アリスJAPAN）
- 危ないかもしれない（1990年、現映社/ぴあす PA-028）
- 妹の下着4（1990年、KUKI JF24）
- 伝説の美獣（発売時期不明、ブースカ）

（再発売）
- ラブ・マシーン1919（1991年、マリア MAS-021）※「危ないかもしれない」の再編集もの
- 失神するほど（1992年、ベガス）※「ランジェリーの秘密」の再編集もの
- ジョーダンじゃない（1992年、パンプキン）
- 僕のSEXド－ル（1993年、ディレクターズシステム SC-008）

### アダルトビデオ オムニバス
- マドンナメイト・スペシャル特撮版I（1990年5月25日、二見書房/マドンナ社）全17名
- ランジェリー大会 濃縮20連発 2（1990年5月、ファイブスター FV-8799）全10名
- 淑女館4（1990年12月5日、宇宙企画）全3名
- 制服マンマンくらべ（1990年、Five Star FV-8849）全10名
- あぶない制服VSランジェリー SPECIAL25（1991年10月5日、笠倉出版社）全25名
- 制服ロマン娘 2（1991年2月14日、笠倉出版社）全5名
- おしゃぶりパラダイス 吉川りりあ・沢木まりえ・早匂みづき（1993年、アイダス JA-01）全3名
- AV10年史 3 貴方が選んだベスト女優（1994年5月21日、VIP）全13名
- 120人美女館 AV10年史　PART3（1995年12月1日、笠倉出版社）全30名
- 超絶頂伝説 3 吸淫フェラチオ編（発売時期不明、まんかい30）全30名
- ナイスな女たち 沢木まりえ・庄司みゆき・岡田優奈（発売時期不明、ディレクターズ システム）全3名

### DVD
- 沢木まりえスペシャル（2001年1月19日、アリスJAPAN）※『君のひとみに乾杯』と『この胸にもう一度』を収録
- 人妻倶楽部 イヴ・沢木まりえ（2001年6月22日、メディアバンク）
- 20世紀FUCK(3)（2001年9月7日、アルール）全20名
- 女体便所 肉汁の捌け 多岐川裕里・沢木まりえ（2001年10月10日、アクトレス）
- 宇宙企画Classic 淑女館BEST2（2002年10月11日、宇宙企画）※「淑女館3」と「淑女館4」を収録 全6名
- 宇宙企画Classic BEST REMIX 3（2003年7月4日、宇宙企画）全12名
- アリス・メモリアル1990（2005年9月16日、アリスJAPAN）全4名
- 復刻 フラッシュバック 30 沢木まりえ（2010年2月12日、アリスJAPAN）
- 美少女AV女優の頂点 1990年代セレクション（2012年1月7日、オールアダルトジャパン）全24名
- Marieにドキドキ 沢木まりえ（2024年5月26日、AGA）
- DO it？制服 沢木まりえ・青山ちはる・御堂静（発売時期不明、バリーズ BLD-010）

### イメージビデオ
- Love Letter from Sebu セブより愛をこめて（1989年11月5日、笠倉出版社）

### 映画
- エロティック・ゴースト・ストーリー 天空四十八手決戦（1992年香港）監督:イーフン・ラム [6]

### オリジナルビデオ
- ブローバック 真夜中のギャングたち（1990年11月23日、ジャパンホームビデオ）監督:室賀厚 [7]
- ナンパルンバ 私ヤリたいんです（1990年11月21日、バンダイメディア事業部）監督:早川光・長田浩一 [8]

### 写真集
- 麦わら帽子（撮影：平田友二、1990年8月15日、三和出版）
- マドンナメイト写真集　沢木まりえ（撮影：野川勇、1990年10月25日、マドンナ社）
- マドンナメイト・カタログ　Part. 4 樹まり子・沢木まりえ・小沢奈美・木田彩水 ほか（1992年10月15日、マドンナ社）

### 雑誌
- Beppin No.63 1989年10月号（英知出版）
- ACTRESS 1990年1月号、12月号（リイド社）
- URECCO 1990年3月号、1991年4月号（ミリオン出版）
- アップル通信 1990年4月号（表紙）（三和出版）
- 魅惑のランジェリー 1990年4月号（光彩書房）
- 純情エンジェル 1990年5月号（蒼竜社）
- ベストビデオ 1990年6月号、8月号（三和出版）
- GIRL Friends 1990年8月号（若生出版）
- EIGA LAND 1990年11月号（近代映画社）
- ビデオメイトDX 1991年3月号（少年出版社）
- ベスト・ランジェリー No.11（1991年3月15日、光彩書房）
- CONTINENTAL GiG! URECCO 1992年1月20日増刊号（ミリオン出版）
- ランジェリー・コレクション No.12（1992年1月20日、光彩書房）
- ランジェリー・コレクション No.13（1992年5月15日、光彩書房）
- セクシーランジェリー No.5（?、光彩書房）